# Zbigniew Rzepecki
Zbigniew Rzepecki (ur. 20 marca 1901 w Lubaczowie, zm. we wrześniu 1973 w Zakopanem) – polski architekt.

## Życiorys
Ukończył gimnazjum w Zakopanem. Służył w Legionach Polskich, potem w Wojsku Polskim. Uczestniczył w dwóch powstaniach śląskich. W roku 1924 ukończył studia architektury na Politechnice Lwowskiej. Od 1925 mieszkał w Katowicach, gdzie był wykładowcą w Akademii Sztuk Pięknych. Był także członkiem katowickiego oddziału Związku Architektów na Śląsku (w latach 1925–1936) i po wojnie (w latach 1945–1973) Stowarzyszenia Architektów Polskich. Był odznaczony Złotą Odznaką SARP. Zmarł tragicznie w wypadku w górach w niewyjaśnionych okolicznościach.

## Dzieła
- Niezrealizowany projekt zadaszonego targowiska w stylu funkcjonalizmu we Lwowie (lata dwudzieste), do którego konstrukcję zaprojektował Adam Kuryłło[2].
- Niezrealizowany projekt zadaszonego targowiska na miejscu Cmentarza Gródeckiego we Lwowie (1927)[2].
- Projekt konkursowy centrum handlowego w Poznaniu (1927) przy współpracy ze Stanisławem Domaszewskim[3].
- Budynek w stylu kubistycznym przy ulicy Arciszewskich (obecnie Generała Grekowa) 8 we Lwowie (1928)[4]
- Pawilon wystawy projektów architektonicznych na Targach Wschodnich we Lwowie[5]
- Dom Powstańca Śląskiego w stylu funkcjonalizmu w Katowicach przy ul. Matejki 3 (1936–1937)
- Kościół Miłosierdzia Bożego w Rzepienniku Strzyżewskim (1947–1949)
- Pałac Kultury Zagłębia w Dąbrowie Górniczej (1951–1958)[6].
- Kościół Podwyższenia Krzyża Świętego w Warszawie (1959)